# Anthocercis sylvicola
Anthocercis sylvicola là loài thực vật có hoa trong họ Cà. Loài này được T.D.Macfarl.& Ward.-Johnson mô tả khoa học đầu tiên năm 1996.